# Amphithalea ericaefolia
Amphithalea ericaefolia là một loài thực vật có hoa trong họ Đậu. Loài này được (L.) Eckl. & Zeyh. miêu tả khoa học đầu tiên năm 1836.